# متنزه موبا الوطني
حديقة موبا الوطنية هي حديقة وطنية تقع في مقاطعة كونيني في أنجولا وتبلغ مساحتها 6600 كيلومتر مربع. تم إعلانها كمتنزه وطني في 26 ديسمبر 1964 في حين كانت أنجولا منطقة برتغالية .
يعتبر المتنزه مهما وذلك بسبب التنوع الواسع المتوقع (رغم أنه غير مدروس بشكل عام) من الطيور. ويقيم العديد من الأنغوليين داخل الحديقة، وهو ما يجعله مهدد، إلى جانب الرعاة الرحل والمنقبين عن المعادن، مما يؤدي إلى تدمير حياة الطيور في الحديقة. وفقًا لإحدى المقالات، "على الرغم من أن الحديقة أُعلنت في البداية لحماية النوع الفرعي من الزرافات، Giraffa camelopardalis angolensis، إلا أنه بحلول عام 1974 لم يبقَ أيٌّ منها. ومن الثدييات الأخرى التي تتواجد فيها الأسد، والنمر ، والكلب البري، والضبع المرقط.
يعيش في الحديقة حوالي 18000 شخص ويعملون بشكل رئيسي في الزراعة وتربية الماشية.